# Cleisostomopsis
Cleisostomopsis är ett släkte av orkidéer. Cleisostomopsis ingår i familjen orkidéer.
Kladogram enligt Catalogue of Life:
| Cleisostomopsis | \| \| Cleisostomopsis eberhardtii \| \| \| \| \| \| Cleisostomopsis elytrigera \| \| \| \| |
|                 | \| \| Cleisostomopsis eberhardtii \| \| \| \| \| \| Cleisostomopsis elytrigera \| \| \| \| |
|                 | Cleisostomopsis eberhardtii                                                                |
|                 |                                                                                            |
|                 | Cleisostomopsis elytrigera                                                                 |
|                 |                                                                                            |